# Абано-Терме
А́бано-Те́рме (итал. Abano-Terme, вен. Àbano) — бальнеологический курорт в Италии, в области Венеция, в провинции Падуя, в 8 км к юго-западу от Падуи. Население — 19,2 тыс. чел. (2007). Площадь — 21 кв. км.
Покровителем коммуны почитается святой Лаврентий, празднование 10 августа.

## История
Термы Абано упоминаются в произведении Клавдия Клавдиана. Римляне основали здесь поселение Апониум (Аква-Патавинорум).
Описание терм содержится в письме короля остготов Теодориха. Термы были разрушены ломбардами в VI в. и восстановлены в XII в., когда Абано-Баньи, как город назывался до 1930 г., стал автономной коммуной.
После падения Римской империи, епископство Падуи предприняло чрезвычайные меры по развитию термальных источников в данном регионе. Были проведены мероприятия по развитию инфраструктуры, строительству публичных купален и зон отдыха, что дало колоссальный толчок к становлению Абано Терме, как одного из самых популярных термальных курортов современности.
С 1403 по 1797 гг. город принадлежал Венецианской республике. О знаменитых горячих источниках Абано писали в своих произведениях и письмах Петрарка, Шекспир, Моцарт, Байрон, Гёте.

## Население
| 1907 | 2015  | 2017    | 2018    | 2023    |
| ---- | ----- | ------- | ------- | ------- |
| 4500 | ↗9950 | ↗20 002 | ↗20 101 | ↗20 231 |

## Лечение
Термальные источники Абано-Терме — одни из наиболее горячих в Европе (температура воды до 87°). Воды радоновые хлоридные и сульфидные натриевые йодобромовые. Лечение осуществляется посредством ванн и ингаляций. Вода источников используется для лечения заболеваний органов дыхания, опорно-двигательного аппарата, периферической нервной системы, гинекологических заболеваний. Для лечения применяется также сульфидная иловая грязь (лечение заболеваний кожи и суставов).

## Достопримечательности
Собор Святого Лаврентия (1780 г.) с колокольней IX—X вв. Церковь Мадонны делла Салюте (1428 г.).
Картинная галерея Монтирони с работами Моретто, Рени, Тьеполо.
Недалеко от города — женский монастырь Сан-Даниеле (XI в.), аббатство Пралья (XVI в.).